# Stenoporpia vernata
Stenoporpia vernata är en fjärilsart som beskrevs av Barnes och Mcdunnough 1916. Stenoporpia vernata ingår i släktet Stenoporpia och familjen mätare. Inga underarter finns listade i Catalogue of Life.